# Final Fantasy VII: Snowboarding
Final Fantasy VII: Snowboarding è un videogioco della saga di Final Fantasy VII uscito nel 2005, sviluppato e prodotto dalla Square Enix per telefoni cellulari.